# Jana S. Rošker

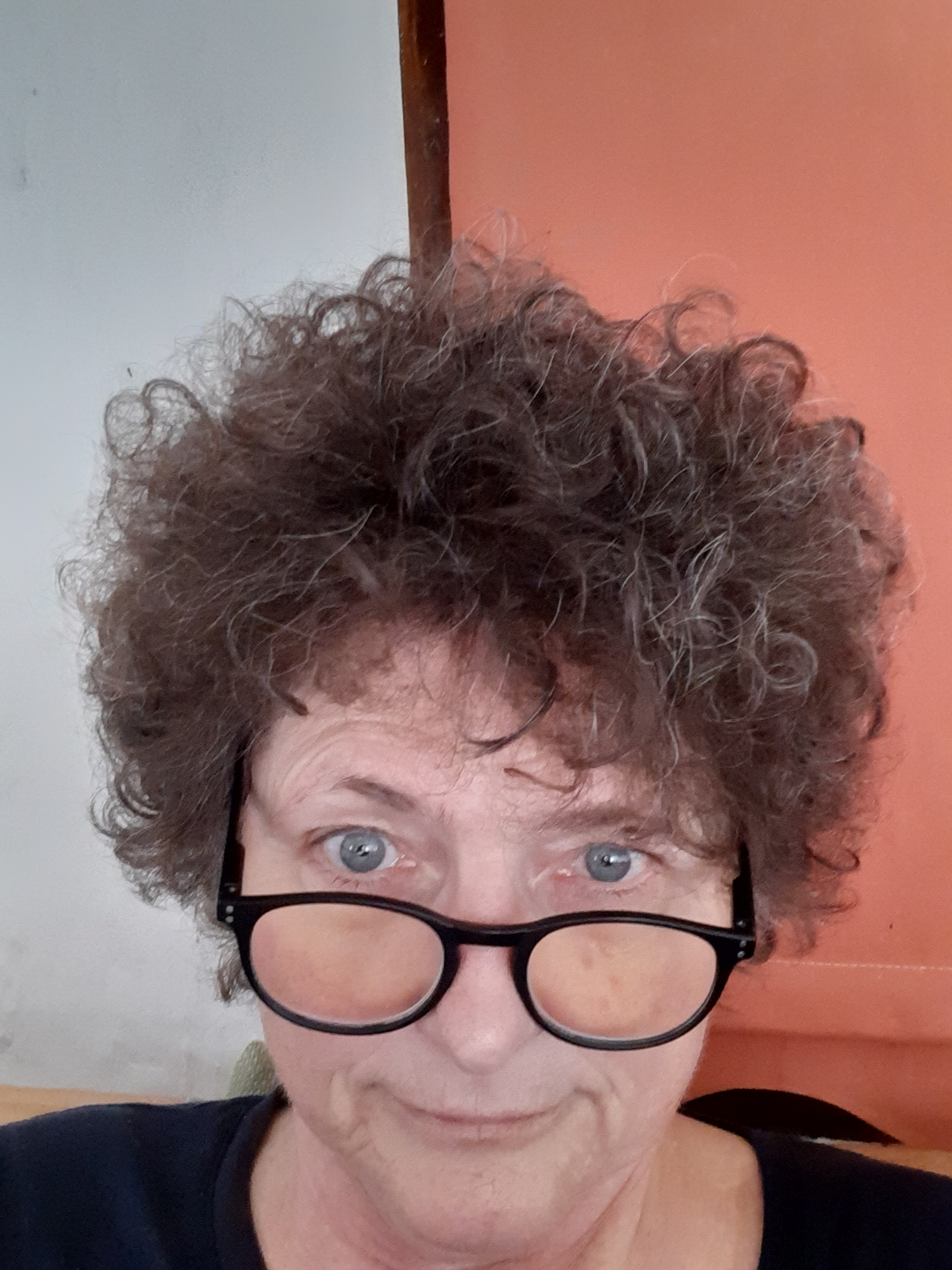
Jana S. Rošker 2021

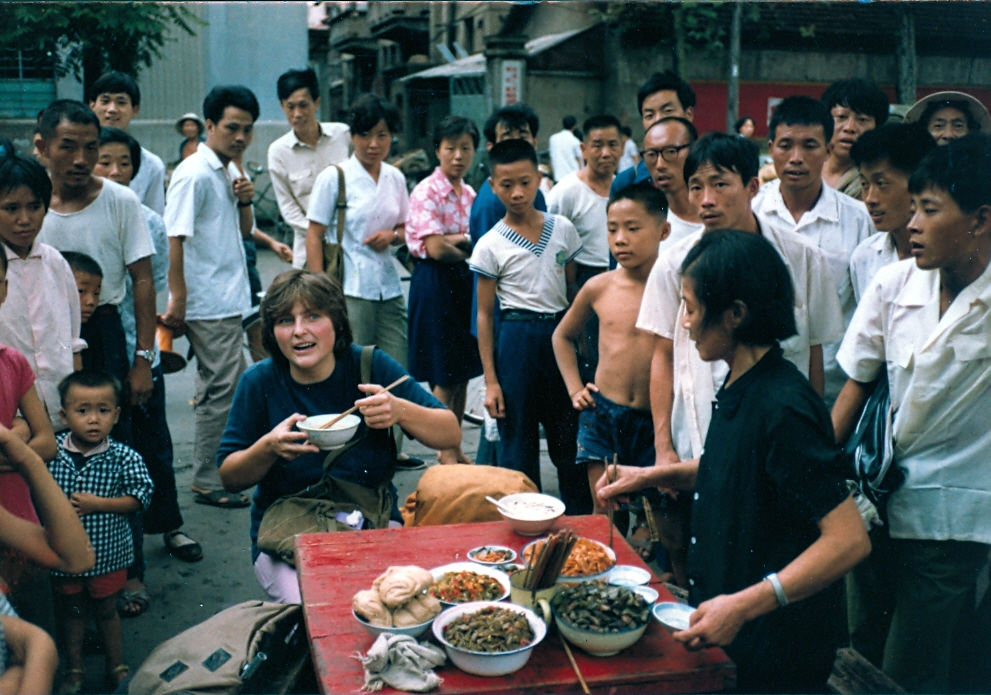
Jana S. Rošker 1982 in China

Jana S. Rošker (chinesischer Name: 罗亚娜; * 21. Mai 1960 in Murska Sobota) ist eine slowenische Sinologin.

## Biografie
Jana S. Rošker studierte an der Universität Wien Sinologie, Publizistik und Pädagogik. 1988 schloss sie das Doktoratsstudium mit einer Dissertation über die Staatstheorien und anarchistische Staatskritik in China an der Wende zum 20. Jahrhundert ab. Während und nach ihrem Studium verbrachte sie mit Studien- und Forschungsaufenthalten insgesamt neun Jahre in China und in Taiwan.
Als erste slowenische Sinologin war sie Mitbegründerin und langjährige Leiterin der Abteilung für Asien- und Afrikastudien (Oddelka za azijske in afriške študije) an der Philosophischen Fakultät in Ljubljana (Filozofski fakulteti v Ljubljani, Universität Ljubljana), wo sie eine ordentliche Professur für Sinologie innehat.
Ihre Forschungsschwerpunkte sind traditionelle chinesische Logik, kognitive Theorie und Methoden der transkulturellen Forschung.
Rošker ist die Gründerin und erste Präsidentin der European Association for Chinese Philosophy (EACP), die im Februar 2014 in Ljubljana gegründet wurde.
Im Jahr 2017 nahm sie an der Ausstellung LGBT: Razstava štirih am Slowenischen Völkerkundemuseum teil.

## Auszeichnungen
Ihr Werk Traditional Chinese Philosophy and the Paradigm of Structure wurde 2012 vom wissenschaftlichen Forschungsrat für die Geisteswissenschaften der Slowenischen Forschungsagentur (ARRS) zu einer herausragenden Leistung der slowenischen Wissenschaft gewählt. Im Jahr 2015 erhielt Rošker für ihre Monografie Searching for the Way: The Theory of Knowledge in Pre-Modern and Modern China den Zois-Preis (Zoisovo priznanje) für bedeutende Leistungen in der Sinologie und die Goldene Plakette der Universität Ljubljana für Leistungen in Forschung und Lehre.

## Werke (Auswahl)

### Monografien
- The Rebirth of the Moral Self: the Second Generation of Modern Confucians and their Modernization Discourses. Hongkong: Chinese University Press, cop. 2016. IX, 296 str. ISBN 978-962-996-688-1. Katalogeintrag bei Cobiss
- Searching for the Way: Theory of Knowledge in pre-Modern and Modern China. Chinese University Press, Hongkong 2008. Katalogeintrag bei Cobiss
- mit Igor Ž. Žagar (urednik): Kjer vlada sočlovečnost, je ljudstvo srečno: tradicionalne kitajske teorije države, (Digitalna knjižnica, Dissertationes, 27). Ljubljana: Pedagoški inštitut, 2014. 187 str. ISBN 978-961-270-205-2. ISBN 978-961-270-206-9. http://www.pei.si/Sifranti/StaticPage.aspx?id=148. Katalogeintrag bei Cobiss
- Subjektova nova oblačila - idejne osnove modernizacije v delih druge generacije modernega konfucijanstva, (Razprave FF). 1. izd. Ljubljana: Znanstvena založba Filozofske fakultete, 2013. 231 str. ISBN 978-961-237-582-9. Katalogeintrag bei Cobiss
- Traditional Chinese Philosophy and the Paradigm of Structure (Li). Newcastle upon Tyne: Cambridge Scholars Publishing, 2012. IX, 234 str. ISBN 1-4438-4052-1. ISBN 978-1-4438-4052-1. Katalogeintrag bei Cobiss
- Anarchismus in China an der Schwelle des 20. Jahrhunderts : Eine vergleichende Studie zu Staatstheorie und anarchistischem Gedankengut in China und Europa. Saarbrücken: Südwestdeutscher Verlag für Hochschulschriften, 2016. 255 str., ilustr. ISBN 978-3-8381-5155-7. Katalogeintrag bei Cobiss
- Li Zehou and Confucian Philosophy. Honolulu: University of Hawaii Press, 2018.
- Becoming human: Li Zehou’s ethics. Leiden/Boston: Brill, 2020.
- Confucian relationism and global ethics: Alternative models of ethics and axiology in times of global crises. Leiden/Boston: Brill, 2023.
- Female philosophers in contemporary Taiwan and the problem of women in Chinese thought. Newcastle upon Tyne: Cambridge Scholars Publishing, 2021.
- Following his own path: Li Zehou and contemporary Chinese philosophy. Albany: State University of New York, 2019.
- Interpreting Chinese philosophy: A new methodology. London / New York: Bloomsbury, 2021.
- Iskanje poti: spoznavna teorija v kitajski tradiciji. Ljubljana: Znanstveni inštitut Filozofske fakultete, 2006.
- Kriza kot nevarnost in upanje : etika pandemij, razcvet avtokracij in sanje o avtonomiji v transkulturni perspektivi. Ljubljana: Oddelek za azijske študije, 2021.
- Na ozki brvi razumevanja : medkulturna metodologija v sinoloških študijah. Ljubljana: Filozofska fakulteta Univerze v Ljubljani, Oddelek za azijske in afriške študije, 2005.
- Odnos kot jedro spoznanja : Kitajska filozofija od antičkih klasikov do modernega konfucijanstva. Ljubljana: Cankarjeva založba, 2010.
- Rebirth of the moral self: The second generation of modern Confucians and their modernization discourses. Honolulu: University of Hawaiʻi Press, 2016.
- Searching for the way: Theory of knowledge in pre-modern and modern China. Hongkong: Chinese University Press, 2008.
- Traditional Chinese philosophy and the paradigm of structure (LiLi). Newcastle upon Tyne: Cambridge Scholars, 2012.
- V senci vélikih mojstrov: vprašanje žensk v kitajski filozofiji na primeru dveh sodobnih tajvanskih filozofinj Ljubljana: Filozofske fakulteta Univerze v Ljubljani, 2020.

### Beiträge
- mit Wang Hui. Wang Hui in vprašanje modernosti ter demokracije na Kitajskem, (Zbirka Studia humanitatis Asiatica). 1. izd. Ljubljana: Znanstvena založba Filozofske fakultete, 2015. 84 str., sl. W. Huia. ISBN 978-961-237-746-5. Katalogeintrag bei Cobiss
- Iskanje poti: spoznavna teorija v kitajski tradiciji. Del 1, Od protofilozofskih klasikov do neokonfucianstva dinastije Song. Znanstveni inštitut Filozofske fakultete, Ljubljana 2005. Katalogeintrag bei Cobiss
- Iskanje poti: spoznavna teorija v kitajski tradiciji. Del 2, Zaton tradicije in obdobje moderne Znanstvenoraziskovalni inštitut Filozofske fakultete, Ljubljana 2006. Katalogeintrag bei Cobiss
- Odnos kot jedro spoznanja: kitajska filozofija od antičnih klasikov do modernega konfucijanstva. Cankarjeva založba, Ljubljana 2010. Katalogeintrag bei Cobiss
- Zmajeva hiša: oris kitajske kulture in civilizacije. Cankarjeva založba, Ljubljana 1992. Katalogeintrag bei Cobiss
- Za zidovi varnosti in hrepenenja: koncept države v kitajski tradiciji. Didakta, Radovljica 1995. Katalogeintrag bei Cobiss
- Metodologija medkulturnih raziskav. Filozofska fakulteta, Oddelek za azijske in afriške študije, Ljubljana 1996. Katalogeintrag bei Cobiss
- Učbenik slovnice k predmetu Sodobna kitajščina I. Filozofska fakulteta, Oddelek za azijske in afriške študije, Ljubljana 1999. Katalogeintrag bei Cobiss
- Na ozki brvi razumevanja: medkulturna metodologija v sinoloških študijah. Filozofska fakulteta, Oddelek za azijske in afriške študije, Ljubljana 2005. Katalogeintrag bei Cobiss
- Sodobna teoretska kitajščina na področju humanistike in družboslovja: semantične strukture in znanstvena ter strokovna terminologija sodobne kitajščine. Filozofska fakulteta, Oddelek za azijske in afriške študije, Ljubljana 2008. Katalogeintrag bei Cobiss
- Ključ. Long, Ljubljana 1999. 63. Katalogeintrag bei Cobiss
- Robert Elliott Allinson: Influences of Mao Zedong—notations, reflections and insights. International communication of Chinese culture Bd. 7, Nr. 1, S. 53–56.
- The debate at the spring of heaven: Neo-Confucian epistemology and some forgotten foundations of Chinese humanism. International communication of Chinese culture Bd. 7, Nr. 4, S. 455–466.
- Two models of structural epistemology: Russell and Zhang Dongsun. International communication of Chinese culture Bd. 2, Nr. 2, S. 109–121.